# Pont-siphon
Un pont-siphon est un pont qui assure le franchissement d'une dépression à une charge liquide en utilisant le principe du siphon inversé. Le pont est construit  au fond de la dépression et accueille une ou plusieurs conduites forcées.

## Caractéristiques
Ce système est utilisé depuis l'époque romaine comme alternative au pont-aqueduc. L'ouvrage est composé d'un réservoir de chasse en amont, et d'un réservoir de fuite en aval ; ce dernier est placé plus bas (de quelques mètres) que le réservoir de chasse pour permettre le fonctionnement en vases communicants. L'ouvrage maçonné (pont-siphon) supportant la conduite en fond de vallée est en général constitué d'un pont à arcades ; il permet de gagner un peu de hauteur et donc de limiter la pression de l'eau circulant dans la conduite forcée. Il est plus facile à construire et moins coûteux que le pont-aqueduc qu'il aurait fallu ériger à sa place. L'aqueduc amont alimente le réservoir de chasse et l'aqueduc aval est raccordé au réservoir de fuite ; le siphon se situe entre les deux réservoirs.
Les conduites des ponts-aqueducs contemporains sont en fonte, mais les premières conduites étaient faites d'un assemblage de pierres percées, taillées pour s'emboîter bout à bout (Aspendos, Laodicée du Lycos, Patara en Turquie) ou de sections de tuyaux en plomb noyés dans le mortier. Certaines d'entre-elles, provenant de la conduite qui traversait le Rhône près d'Arles, posée au fond du lit, sont visibles au musée de l'Arles antique.
L'aqueduc du Gier, dans le Rhône, est un exemple d'aqueduc romain comportant quatre traversées de vallées au moyen de siphons inversés avec recours aux ponts-siphons. De même, le canal Cavour, inauguré en 1866 dans la haute plaine du Pô, utilise ce système pour franchir quatre cours d'eau, l'Elvo, le Sesia, l'Agogna et le Terdoppio.
Aspendos, cité gréco-romaine de l'actuelle Turquie, était alimenté par un aqueduc romain à siphon triple.

## Galerie

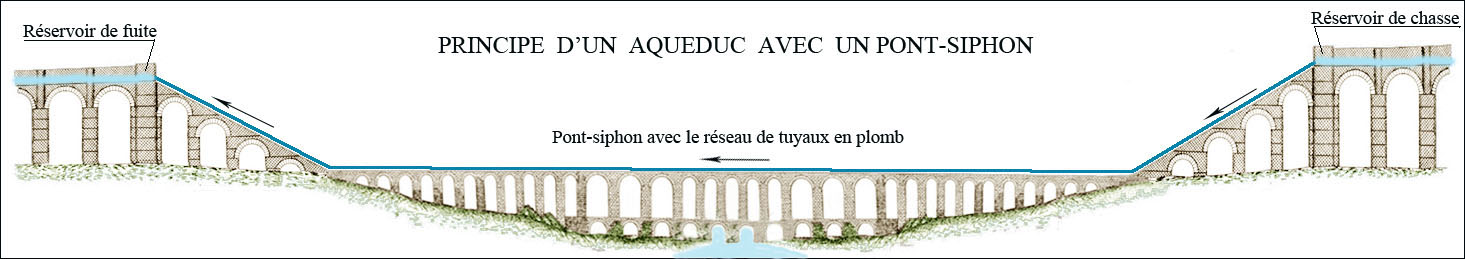
Schéma d'un siphon d'aqueduc avec un pont-siphon
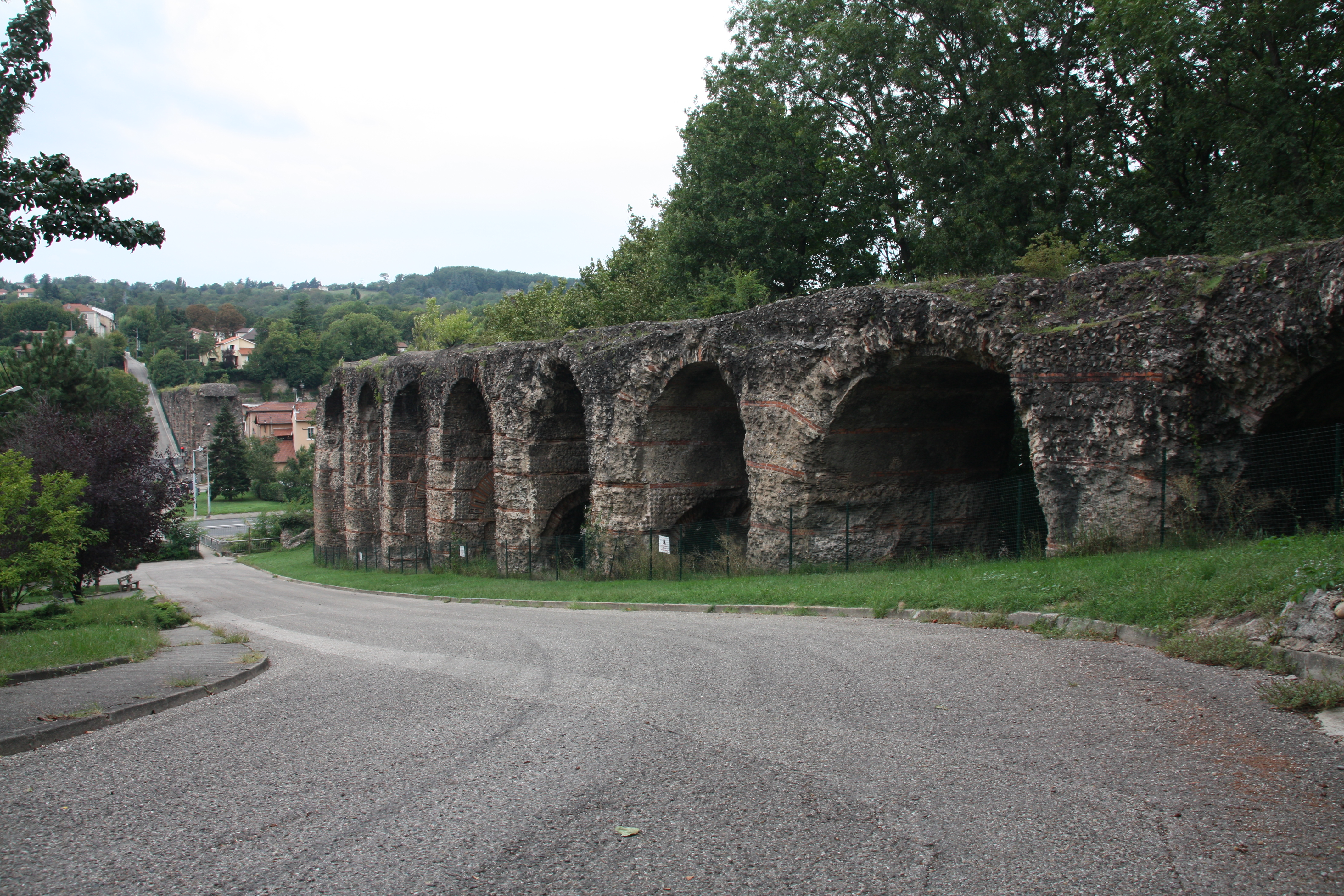
Vestiges du pont-siphon de l'Yzeron (aqueduc du Gier)

## Particularités des ponts-siphons romains
Par rapport aux ponts-aqueducs, les ponts-siphons romains sont environ quatre fois plus larges car ils accueillent 8 à 12 tuyaux de plomb de 23 cm, côte à côte. Leurs tabliers sont inclinés (ascendants vers l'aval) afin d'éviter la stagnation d'air. Leurs piles les plus hautes présentent généralement un élégissement longitudinal sous un arc transversal porté par deux piédroits montés sur un massif de fondations qui les solidarise.
Dans le cas de l'aqueduc du Gier, on estime qu'un pont-siphon nécessitait la mise en œuvre de 2 000 à 3 000 tonnes de plomb, soit près de 10 000 tonnes pour les quatre siphons de l'aqueduc.